# Лесневский, Александр Адольфович

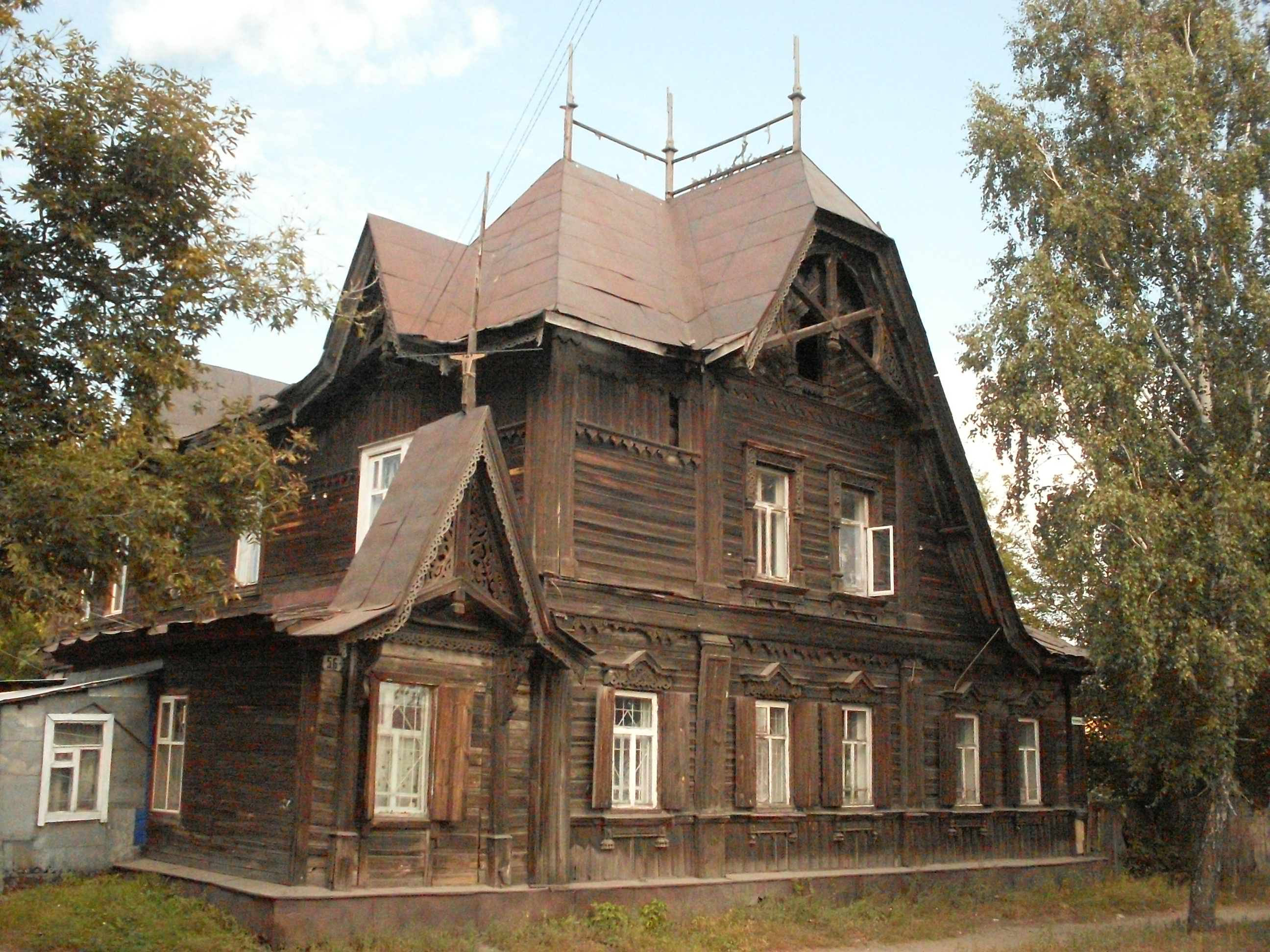
Дом Лесневского в Барнауле

Александр Адольфович Лесневский (1866—1934) — инженер, барнаульский городской голова в 1913—1916 годах.

## Семья
Супруга: Екатерина Федоровна Бояринова;
Дети: Мария (1890), Павел (1892), Екатерина (1894), Антонина (1896), Сергей (1900), Татьяна (1904).

## Образование и начало карьеры
Александр Лесневский родился 23 августа 1866 года в католической дворянской семье. Окончил Константиновский межевой институт, где получил звание межевого инженера и старшего землемерного помощника, с правом на чин коллежского секретаря.
После окончания института 19 августа 1888 года Лесневский служил старшим землемером и помощником межевой канцелярии. С августа 1890 года состоял уездным землемером в Вологде, где вскоре женился на дочери статского советника Е. Ф. Бояриновой. В 1891 году Лесневские переехали в Нижний Новгород, где глава семьи дослужился до чина титулярного советника.

## Межевой инженер
За выслугу лет Александр Лесневский в 1895 году был произведён в коллежские асессоры и откомандирован в распоряжение начальника Алтайского округа. Здесь он в 1896 году был назначен помощником заведующего межевыми работами в Алтайском округе и одновременно на него было возложено заведование типолитографией при Главном управлении Алтайского округа. С 1898 года Александр Лесневский стал заведовать поземельно-устроительными работами и председательствовать в Барнаульской переселенческой комиссии. В 1903 году он был произведён в коллежские советники.
С 1906 года Александр Адольфович заведовал чертёжной Главного управления Алтайского округа и был произведён в статские советники. За это время под его руководством была составлена новая топографическая карта Алтайского округа. Она состояла из 75 листов при масштабе 4 версты в 1 дюйме. Долгое время карта Лесневского была основой составления различных специальных карт, находила применение и в первые годы советской власти. Другим достижением Лесневского стала организация продажи карт чертёжной Главного управления населению. После длительной переписки с Кабинетом он получил в распоряжение чертежной две литографические скоропечатающие машины с механическим двигателем. До этого печатные работы производились в Томске.

## Городской голова
Состоя гласным Барнаульской городской думы, Александр Лесневский был сторонником телефонизации города. В 1907 году им был предложен для обсуждения вопрос о создании в городе телефонной сети. В итоге 26 октября 1907 года Барнаульская городская управа заключила договор поставке двухпроводной телефонной сети общего пользования на 127 абонентов.
Кроме того, Александр Адольфович внес вклад и в культурную жизнь Барнаула. Он был активным членом «Общества любителей исследования Алтая» и «Общества любителей драматического искусства». В последнем он был режиссёром-постановщиком любительских спектаклей по произведениям русских и зарубежных классиков — «Темное пятно», «На дне», «Князь серебряный» и т. д. Спектакли были благотворительными характер и ставились в Народном доме Барнаула (ныне здание краевой филармонии) .
Усадьба Лесневского находилась в Барнауле на берегу заводского пруда (Ползунова, 56). Это деревянный дом, в формах которого проявилось влияние прибалтийской архитектуры и российских традиций домовой резьбы. Под названием «Дом Лесневского» сегодня он охраняется государством как памятник деревянного зодчества.
13 мая 1913 года Лесневский был избран городским головой. На этом посту он принимал активное участие в благотворительной деятельности, следил за размещением военнопленных.
В 1917 году после национализации усадьбы, Александр Адольфович уехал в Новониколаевск.
Скончался там же 23 января 1934 года от инфаркта.